# Цілковий

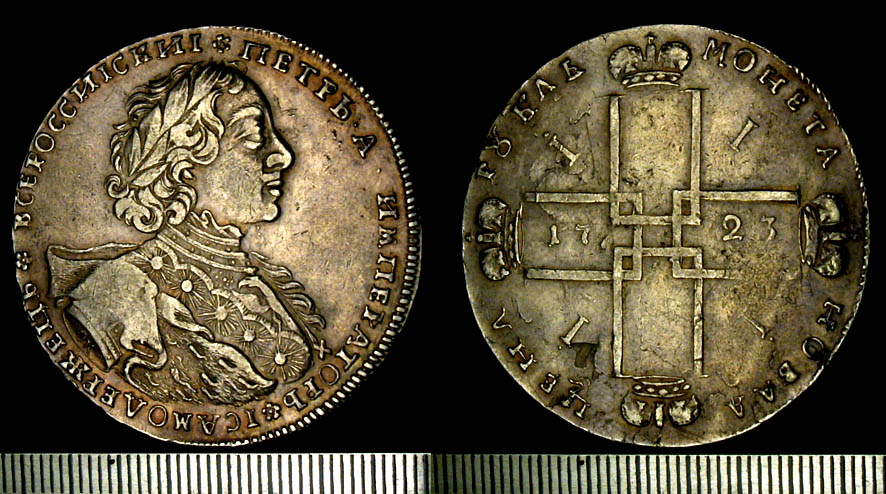
Рубль сріблом. 1723

Цілковий (рос. целковый) — застаріла назва срібної монети номіналом в один рубль . Пізніше слово «цілковий» стало синонімом слову «рубль», і саме у цьому значенні часто зустрічається в російській літературі XIX — початку XX століть. У сучасній російській мові вважається застарілою, але в мокшанській та ерзянській мовах слово «цілковий» збереглося як переклад слова «рубль».
Хоча «рубль» як назва грошей вперше зустрічається в новгородських грамотах XIII століття (як еквівалент новгородської гривні), але це було не назвою валюти в сучасному розумінні, а назвою певної ваги срібних монет, тобто рубль був лічильною грошовою одиницею. Спершу в рублі було 200 монет «Деньга» Московського князівства або 216 монетНовгородських (пізніше пропорції змінювались). При цьому широко практикувалось загортання стовпчиків монет дрібних номіналів у папір або полотно, що формувало більші суми та використовувалось для великих платежів. Називали такі підготовлені суми начетними деньгами (тобто врахованими, перерахованими). В «Історії міста Москви» Іван Забєлін пише: «Такъ, 16 генв. 1653 г. святѣйшій на заутрени жаловалъ нищихъ старицъ, вдовъ, дѣвокъ милостынею, роздалъ начетныхъ (то-есть приготовленныхъ) гривенныхъ бумажекъ 3 р. да голыхъ денегъ (мелкихъ ссыпныхъ) 5 р. 10 алт.; раздавалъ деньги самъ патріархъ да ризничій діаконъ Іевъ».
Перша монета з позначенням номіналу словом «рубль» була викарбувана лише в 1654 році, в ході грошової реформи Олексія Михайловича, проте вона не набула поширення і знаходилася в обігу не більше року — вміст срібла в монеті був на рівні 64 копійок.
В результаті грошової реформи Петра I з 1704 в оборот почали масово надходити рублеві монети. Спочатку випуск здійснювався шляхом перекарбування західноєвропейських талерів . Це не тільки було вирішенням проблеми підготовки грошового металу, але й спростило зовнішню торгівлю, оскільки за вагою та якістю металу рубль дорівнював талеру, що склало 28 грамів при вмісту чистого срібла близько 25-26 грамів.
Спочатку в мовленні південних регіонів, а потім і в документах, рублеву монету стали називати «цілковий» (цілий), як відміну від аналогічної суми дрібними монетами або асигнаціями. У різних регіонах були свої варіанти назви: целкач, целковик.